# Hautot-l’Auvray
Hautot-l’Auvray település Franciaországban, Seine-Maritime megyében. Lakosainak száma 308 fő (2022. január 1.). Hautot-l’Auvray Anglesqueville-la-Bras-Long, Doudeville, Drosay, Fultot, Sainte-Colombe és Saint-Vaast-Dieppedalle községekkel határos.

## Népesség
A település népességének változása:
| Lakosok száma | 357  | 357  | 347  | 329  | 319  | 316  | 315  | 313  | 308  |
|               | 2013 | 2015 | 2016 | 2017 | 2018 | 2019 | 2020 | 2021 | 2022 |